# Courtney Lee
Courtney Lee (Indianapolis, 3 de outubro de 1985) é um jogador norte-americano de basquete profissional que atualmente joga pelo Dallas Mavericks, disputando a National Basketball Association (NBA). Foi draftado em 2008 na primeira rodada pelo Orlando Magic.

## Estatísticas

##### Temporada regular
| Ano     | Equipe     | PJ  | PT  | MPP  | %TC  | %3P  | %TL  | RPP | APP | ROB | TPP | PPP  |
| ------- | ---------- | --- | --- | ---- | ---- | ---- | ---- | --- | --- | --- | --- | ---- |
| 2008-09 | Orlando    | 77  | 42  | 25.2 | .450 | .404 | .830 | 2.3 | 1.2 | 1.0 | .2  | 8.4  |
| 2009-10 | New Jersey | 71  | 66  | 33.5 | .436 | .338 | .869 | 3.5 | 1.7 | 1.3 | .3  | 12.5 |
| 2010-11 | Houston    | 81  | 1   | 21.3 | .439 | .408 | .792 | 2.6 | 1.2 | .7  | .2  | 8.3  |
| 2011-12 | Houston    | 58  | 26  | 30.3 | .433 | .401 | .826 | 2.7 | 1.5 | 1.2 | .4  | 11.4 |
| 2012-13 | Boston     | 78  | 39  | 24.9 | .464 | .372 | .861 | 2.4 | 1.8 | 1.1 | .3  | 7.8  |
| 2013-14 | Boston     | 30  | 0   | 16.8 | .492 | .442 | .818 | 1.6 | 1.1 | .7  | .3  | 7.4  |
| 2013-14 | Memphis    | 49  | 47  | 30.0 | .476 | .345 | .900 | 2.8 | 1.7 | .9  | .4  | 11.0 |
| 2014-15 | Memphis    | 77  | 74  | 30.6 | .448 | .402 | .860 | 2.3 | 2.0 | 1.0 | .2  | 10.1 |
| 2015-16 | Memphis    | 51  | 37  | 29.2 | .458 | .370 | .826 | 2.3 | 1.5 | 1.0 | .3  | 10.0 |
| 2015-16 | Charlotte  | 28  | 28  | 30.2 | .445 | .392 | .885 | 3.1 | 2.1 | 1.2 | .4  | 8.9  |
| Total   |            | 600 | 360 | 27.3 | .450 | .384 | .846 | 2.6 | 1.6 | 1.0 | .3  | 9.6  |

##### Playoffs
| Ano   | Equipe    | PJ | PT | MPP  | %TC  | %3P  | %TL   | RPP | APP | ROB | TPP | PPP  |
| ----- | --------- | -- | -- | ---- | ---- | ---- | ----- | --- | --- | --- | --- | ---- |
| 2009  | Orlando   | 21 | 16 | 26.2 | .435 | .273 | .885  | 1.9 | 1.3 | .9  | .1  | 8.0  |
| 2013  | Boston    | 4  | 0  | 9.8  | .200 | .000 | 1.000 | .5  | .3  | .5  | .0  | 1.5  |
| 2014  | Memphis   | 7  | 7  | 32.0 | .417 | .316 | .778  | 2.0 | 1.6 | .7  | .3  | 10.0 |
| 2015  | Memphis   | 11 | 11 | 33.4 | .550 | .467 | .957  | 2.5 | 2.2 | 1.1 | .0  | 13.3 |
| 2016  | Charlotte | 7  | 7  | 36.7 | .412 | .444 | .933  | 2.9 | 1.3 | .9  | .4  | 8.6  |
| Total |           | 50 | 41 | 28.7 | .457 | .346 | .895  | 2.1 | 1.4 | .9  | .2  | 9.0  |